# Мунчелу-Маре
Мунчелу-Маре (рум. Muncelu Mare) — село у повіті Хунедоара в Румунії. Входить до складу комуни Вецел.
Село розташоване на відстані 308 км на північний захід від Бухареста, 18 км на захід від Деви, 126 км на південний захід від Клуж-Напоки, 113 км на схід від Тімішоари.

## Населення
За даними перепису населення 2002 року у селі проживали 44 особи, усі — румуни. Усі жителі села рідною мовою назвали румунську.